# فران سرانو
فران سرانو (انگلیسی: Fran Serrano؛ زادهٔ ۲۰ آوریل ۱۹۹۵) بازیکن فوتبال اهل اسپانیا است.
از باشگاه‌هایی که در آن بازی کرده‌است می‌توان به باشگاه فوتبال کوردوبا اشاره کرد.